# Respiración anaerobia
La respiración anaerobia o anaeróbica es un proceso biológico llevado a cabo por los microorganismos anaerobios, que consiste en la oxidorreducción de monosacáridos y otros compuestos en el que el aceptor terminal de electrones es una molécula inorgánica distinta del oxígeno, y más raramente una molécula orgánica. Se produce a través de una cadena transportadora de electrones análoga a la de la mitocondria en la respiración aeróbica.
No debe confundirse con la fermentación, que es un proceso también anaeróbico, pero en el que no participa nada parecido a una cadena transportadora de electrones y el aceptor final de electrones es siempre una molécula orgánica como el piruvato.

## Características
En este proceso no se usa oxígeno,  sino otra sustancia distinta como el sulfato o el nitrato. En las bacterias con respiración anaerobia interviene también una cadena transportadora de electrones en la que se reoxidan los coenzimas reducidas durante la oxidación de los substratos nutrientes; es la análoga de la respiración aerobia, ya que se compone de los mismos elementos (citocromos, quinonas, proteínas ferrosulfúricas, etc.). La única diferencia, por lo tanto radica, en que el aceptor último de electrones no es el oxígeno.
Todos los posibles aceptores en la respiración anaeróbica tienen un potencial de reducción menor que el O2, por lo que, partiendo de los mismos sustratos (glucosa, aminoácidos, triglicéridos), se genera menos en este metabolismo que en la respiración aerobia convencional.
No hay que confundir la respiración anaeróbica con la fermentación, en la que no existe en absoluto cadena de transporte de electrones, y el aceptor final de electrones es una molécula orgánica; estos dos tipos de metabolismo tienen solo en común el no ser dependientes del oxígeno.

## Ejemplos de respiración
En la siguiente tabla se muestran distintos aceptores de electrones sus productos y algunos ejemplos de microorganismos que realizan tales procesos. El primer ejemplo describe la respiración aeróbica y los demás 
la anaerobia.
| Aceptor       | Producto final                     | Microorganismo                                          |
| ------------- | ---------------------------------- | ------------------------------------------------------- |
| Oxígeno (O2)  | CO2 (+ H2O)                        | mayoría de eucariontes, Mycobacterium, Nocardia         |
| Nitrato       | Nitritos, óxidos de nitrógeno y N2 | Pseudomonas, Bacillus                                   |
| Sulfato       | Sulfuros                           | Deltaproteobacteria, Thermodesulfobacteria, Clostridium |
| Azufre        | Sulfuros                           | Thermoplasma                                            |
| Tiosulfato    | Sulfato y sulfuro                  | Thermotogae, Thermoanaerobacteriales                    |
| H+            | H2                                 | Eucariontes con hidrogenosomas                          |
| CO2           | Metano                             | Methanococcus, Methanosarcina, Methanopyrus             |
| Ácido acético | Metano (+ CO2)                     | Metanosarcinales                                        |
| Fe3+          | Fe2+                               | Shewanella, Geobacter, Geospirillum, Geovibrio          |
| Mn4+          | Mn2+                               | Shewanella putrefaciens                                 |
| Seleniato     | Selenito                           | B. selenatarsenatis                                     |
| Arseniato     | Arsenito                           | Desulfotomaculum, Chrysiogenetes                        |
| Fumarato      | Succinato                          | Wolinella succinogenes, Desulfovibrio, E. coli          |
| DMSO          | DMS                                | Campylobacter, Escherichia                              |
| TMAO          | TMA                                | Escherichia coli                                        |
| Clorobenzoato | Benzoato                           | Desulfomonile                                           |
| Co3+          | Co2+                               | Geobacter sulfurreducens                                |
| U6+           | U4+                                | Geobacter metallireducens, Shewanella oneidensis        |
| CO2           | Acetato                            | Acetobacterium                                          |
| Halocarburos  | Eteno                              | Dehalococcoides                                         |
| Cloroformo    | Diclorometano                      | Dehalobacter                                            |

## Utilización denitratocomo aceptor de electrones
Muchas bacterias anaeróbicas contienen las enzimas nitrato-reductasas que catalizan la reducción de nitrato a nitrito:
No obstante, el producto resultante (nitrito) es muy tóxico, por lo que algunas especies de Pseudomonas y Bacillus pueden reducir el nitrato más allá del nivel de nitrito, hasta nitrógeno molecular:
El resultado final, nitrógeno, es un gas inerte y no tóxico. Este proceso se conoce como desnitrificación que, si se produce en el suelo se considera perjudicial para la agricultura, ya que ocasiona la pérdida de los nitratos, necesarios para el crecimiento de las plantas.
Las bacterias reductoras de nitratos son anaerobias facultativas, ya que el uso de nitratos y nitritos como aceptores de electrones son procesos alternativos que pueden utilizar estas bacterias para crecer en ausencia de oxígeno. En presencia de él, aunque el nitrato esté presente, la respiración procede enteramente a través de la cadena aeróbica de transporte de electrones.

## Utilización desulfatocomo aceptor de electrones

Diagrama de la corrosión en condiciones anaeróbicas causada por bacterias del género Desulfovibrio.

La utilización de sulfato como aceptor de electrones es una habilidad rara, restringida al género Desulfovibrio y algunas especies de Clostridium. Todas estas bacterias son anaeróbicas estrictas, de modo que la reducción del sulfato no es una alternativa de su metabolismo, como lo es la reducción del nitrato. La reacción es la siguiente:
Las bacterias reductoras de sulfatos atacan solo unos pocos compuestos orgánicos, siendo el ácido láctico y los ácidos dicarboxílicos de 4 carbonos sus principales substratos.

## Utilización dedióxido de carbonocomo aceptor de electrones
Un pequeño grupo de procariotas anaeróbicas estrictas, las arqueas productoras de metano, utilizan dióxido de carbono como aceptor de electrones; la reducción da lugar a metano (CH4). El caso más simple es la oxidación de hidrógeno molecular, reacción productora de energía:
El hidrógeno no es un gas común en la biosfera, de modo que estos microorganismos habitan lugares muy específicos como en sedimentos anaerobios del fondo de lagos y pantanos, o en el tubo digestivo de los rumiantes, donde otros microorganismos producen el H2 libre que precisan.

## Utilización de ion férrico como aceptor de electrones
El ion férrico (Fe3+) puede ser utilizado por varias bacterias como aceptor de electrones, reduciéndolo a ion ferroso (Fe2+); este proceso lo realizan muchos de los microorganismos que reducen nitrato. El ion férrico se halla en el suelo y las rocas, muchas veces formando hidróxido férrico (Fe(OH)3) insoluble; en condiciones anaeróbicas, estas bacterias pueden reducirlo al estado ferroso. El ion ferroso es mucho más soluble que el férrico, con lo cual el hierro se moviliza, siendo este un primer paso importante en la formación de un tipo de depósito mineral llamado hierro de los pantanos.